# Sutowicz
Sutowicz – polskie nazwisko. Według danych nosi je 369 osób, a najwięcej w powiecie jędrzejowskim.